# آنوفکا (استان بلگورود)
آنوفکا (انگلیسی: Annovka, Belgorod Oblast) یک شهرک در بخش کوروچانسکی استان بلگورود کشور روسیه است.